# گوک‌پینار (بایبورد)
گوک‌پینار (به ترکی استانبولی: Gökpınar) (به کردی: Arozqe) (به ارمنی: Առյուծկա) یک منطقهٔ مسکونی در ترکیه است که در بایبورد واقع شده‌است. گوک‌پینار ۵۰ نفر جمعیت دارد.